# The Fly (canção)
"The Fly" é uma canção da banda irlandesa de rock U2. É a sétima faixa e primeiro single do álbum Achtung Baby, sendo lançada como single em 2 de novembro de 1991. "The Fly" introduz um som mais abrasivo, com traços de hip-hop e batidas industrial, vocais distorcidos e um solo elaborado. O vocalista Bono descreveu o single como "um som que vai derrubar Joshua Tree", devido ao som diferente do que a banda mostrou nos anos 80.

## Controvérsias
No final de janeiro de 2018, a banda irlandesa venceu um processo judicial após o músico britânico Paul Rose ter acusado-os de plágio. Segundo o cantor, o U2 copiou trecho do solo de guitarra da canção instrumental "Nae Slappin" (1989) para criar um segmento de 12 segundos de solo para a música "The Fly". Rose buscava, ao menos, uma indenização de cinco milhões de dólares por parte do grupo irlandês e da Universal Music Group (UMG). Por fim, a juíza americana Denise Cote encerrou o caso a favor do U2, sob a alegação de que o "riff não é uma porção 'suficientemente substancial' da canção 'Nae Slappin' [...] uma composição de três minutos e meio que 'demonstra as incríveis habilidades de guitarra do demandante', para ser um 'fragmento' protegido da obra", acrescentando: "mesmo se o riff fosse protegido, um júri razoável não decidiria que o U2 copiou a obra".

## Faixas
| N.º | Título                                                  | Duração |  |
| 1.  | "The Fly"                                               | 4:29    |  |
| 2.  | "Alex Descends into Hell for a Bottle of Milk/Korova 1" | 3:37    |  |
| 3.  | "The Lounge Fly Mix"                                    | 6:28    |  |

## Paradas e vendas

### Paradas de sucesso
| Paradas (1991)                               | Melhor posição |
| -------------------------------------------- | -------------- |
| Austrália Singles Chart                      | 1              |
| Áustria Singles Chart                        | 5              |
| Canadá RPM Top 100                           | 16             |
| Países Baixos Top 40                         | 4              |
| Singles Chart                                | 6              |
| Alemanha Singles Chart                       | 5              |
| Irlanda Singles Chart                        | 1              |
| Nova Zelândia Singles Chart                  | 1              |
| Noruega Singles Chart                        | 1              |
| Suécia Singles Chart                         | 3              |
| Suíça Singles Chart                          | 3              |
| UK Singles Chart                             | 1              |
| Billboard Hot 100                            | 61             |
| Billboard Hot Dance Music/Maxi-Singles Sales | 44             |
| Billboard Hot Mainstream Rock Tracks         | 2              |
| Billboard Alternative Songs                  | 1              |

### Paradas de fim de ano
| Paradas de fim de ano (1991) | Posição |
| ---------------------------- | ------- |
| Austrália Singles Chart      | 48      |
| Holanda Top 40               | 71      |

### Certificações
| País        | Certificação | Date                 | Vendas    |
| ----------- | ------------ | -------------------- | --------- |
| Reino Unido | Prata        | 1 de outubro de 1991 | 200.000 + |